# OLE
OLE (от английски: Object Linking and Embedding; „Свързване и вграждане на обекти“) е софтуерна технология, разработвана от софтуерната компания Майкрософт, която позволява вмъкването и свързването на документи и други обекти. Тя е част от стандарта COM (Component Object Model).